# Information Systems Audit and Control Association
De Information Systems Audit and Control Association (ISACA) is een internationale beroepsvereniging in de vakgebieden IT-governance, IT-auditing, informatiebeveiliging en risicobeheer van automatisering. ISACA is wereldwijd actief.
De ISACA is opgericht in 1967, oorspronkelijk als beroepsorganisatie voor EDP-auditors, en heeft als doel de uitoefening van IT-governance, IT-auditing, informatiebeveiliging en risicobeheer van automatisering op een hoger plan te brengen door het professionaliseren van de leden van de vereniging. Dat gebeurt onder meer door het faciliteren van onderzoek op de vakgebieden en het inrichten van een register van professionals die voldoen aan de eisen om ingeschreven te kunnen worden. In 2010 had het instituut meer dan 95.000 leden in 160 landen. Deze leden zijn georganiseerd in circa 180 afdelingen in meer dan 75 landen.
ISACA Nederland werkt nauw samen met de NOREA en IIA-Nederland.

## Certificering
ISACA kent de volgende certificeringen:
- CISA - Certified Information Systems Auditor
- CISM - Certified Information Security Manager
- CGEIT - Certified in the Governance of Enterprise Information Technology
- CRISC - Certified in Risk and Information Systems Control

CISA geldt tegenwoordig nog steeds als de wereldwijde standaardcertificering voor IT auditors. CISM is een tegenhanger van de CISSP-certificering en richt zich op informatiebeveiliging. CGEIT richt zich meer op IT-governance en CRISC op IT-risicobeheer.
Om voor inschrijving in een van de registers in aanmerking te kunnen komen, moet een kandidaat met goed gevolg de schriftelijke toets hebben uitgevoerd, aantoonbaar minimaal 5 jaar ervaring op de onderscheiden onderdelen van het vakgebied hebben, over een baccalaureus-graad beschikken en voldoen aan de eis van permanente educatie.
De examens worden internationaal afgenomen, onder meer in Nederland en België. Het CISA examen is ook Nederlandstalig beschikbaar. De lokale Nederlandse en Belgische ISACA afdelingen organiseren de examens en/of cursussen voor de respectievelijke certificeringen.

## Onderzoek
Het COBIT-raamwerk is door ISACA ontwikkeld om de beheersing van IT-organisaties te kunnen toetsen en in te richten.
Om de auditachtergrond van het raamwerk  te verminderen en daarmee de adoptie van het raamwerk te vergroten, is door ISACA het IT Governance Institute (ITGI) onderzoeksinstituut opgericht om het COBIT-beheersraamwerk verder te ontwikkelen. Dat dit een verstandige keuze was, blijkt uit het feit dat het gebruik van COBIT enorm is gestegen doordat het toepasbaar bleek als toetsingskader voor de compliance audits vanuit de Sarbanes-Oxley-wetgeving.
Naast COBIT zijn voor leden van ISACA nog veel meer onderzoeksrapporten beschikbaar op het gebied van audit, compliance en governance.